# Tao Đàn nhị thập bát tú
Tao Đàn nhị thập bát tú (騷壇二十八秀) hoặc Hội thơ Tao Đàn là tên gọi của hậu thế cho hội xướng họa thi ca mà Hoàng đế Lê Thánh Tông sáng lập vào năm 1495 và duy trì cho đến năm 1497.

## Tác phẩm chủ yếu
Trong 2 năm trước đó: Quý Sửu (1493) và Giáp Dần (1494) do thời tiết thuận hòa nên mùa màng tốt tươi, nhân đất nước thanh bình vua Lê Thánh Tông đặt 9 bài thơ ca ngợi chế độ, là: Phong niên, Quân đạo, Thần tiết, Minh lương, Anh hiển, Kỳ khí, Thư thảo, Văn nhân và Mai hoa. Rồi lập ra Tao Đàn và đưa 9 bài thơ này ra cho các triều thần trong Tao Đàn dựa theo vần luật của chúng mà xướng họa ra tới 250 bài thơ chữ Hán và chữ Nôm ca ngợi triều đại. Các tác phẩm thi ca này tập hợp trong các tập thơ: 
- Hồng Đức Quốc âm thi tập (chữ Nôm)
- Quỳnh Uyển cửu ca (9 bài thơ nêu trên)
- Minh lương cẩm tú
- Văn minh cổ xúy
- Chinh Tây kỷ hành
- Cổ tâm bách vịnh
- Xuân văn thi tập

Nội dung thi phú chủ yếu của Tao Đàn là mối tình với thiên nhiên, các nhà thơ trong hội vịnh thiên nhiên theo những đề tài nhất định như vịnh bốn mùa, vịnh 12 tháng, vịnh năm canh, vịnh đào nguyên bát cảnh... Ngoài ra thơ của hội Tao Đàn cũng đề cập đến cả tình yêu lứa đôi hay quyền bình đẳng của người phụ nữ trong xã hội, đây là lần đầu tiên đề tài này xuất hiện trong văn học Việt Nam.
Nhìn chung, tác phẩm thơ của hội Tao Đàn rất phong phú và chiếm phần lớn trong các tác phẩm văn học viết nửa sau thế kỷ XV. Tất cả các tác phẩm được chép trong bộ "Thiên nam dư hạ tập" gồm 100 quyển bao gồm đủ các mục như thơ, ca, phú, bình luân, địa chí.

## Thành viên Tao Đàn
Như tên gọi "Tao Đàn nhị thập bát tú", hội Tao Đàn có Hoàng đế Lê Thánh Tông cùng 28 vị tiến sĩ, gồm:
- Lê Thánh Tông, Tao Đàn Đô nguyên suý

1. Thân Nhân Trung, Đông Các đại học sĩ, làm Tao đàn Phó nguyên suý
2. Đỗ Nhuận, Đông Các đại học sĩ, làm Tao đàn Phó nguyên suý
3. Ngô Luân, Đông Các hiệu thư
4. Ngô Hoán, Đông Các hiệu thư, bảng nhãn khoa thi 1490 (theo ghi chú của viện Nghiên cứu Hán Nôm cho văn bia tiến sĩ số 8 Văn miếu Thăng Long thì là Ngô Hoan (吳驩) tiến sĩ năm 1487)[2]
5. Lưu Hưng Hiếu (劉興孝), Hàn lâm viện thị độc (Bảng nhãn năm 1481)
6. Nguyễn Trùng Xác, Hàn lâm viện thị độc
7. Nguyễn Quang Bật, thị thư (Trạng nguyên năm 1484)
8. Nguyễn Đức Huấn (阮德訓), thị thư (Bảng nhãn năm 1487)
9. Vũ Dương, thị thư, (Trạng nguyên năm 1493)
10. Ngô Thầm, thị thư
11. Ngô Văn Cảnh (吳文景), thị chế (Hoàng giáp năm 1481)
12. Phạm Trí Khiêm, thị chế
13. Lưu Thư Mậu, thị chế (Lưu Thư Ngạn? (tiến sĩ năm 1490))
14. Nguyễn Tôn Miệt (阮孫蔑), hiệu lý (tiến sĩ năm 1481)
15. Nguyễn Nhân Bị (阮仁被), hiệu lý (tiến sĩ năm 1481)
16. Ngô Quyền hiệu lý
17. Nguyễn Bảo Khuê (阮寶珪), hiệu lý (Hoàng giáp năm 1487)
18. Bùi Phổ (裴溥), hiệu lý (Hoàng giáp năm 1487)
19. Dương Trực Nguyên, hiệu lý (tiến sĩ năm 1490)
20. Chu Hoãn (Chu Hãn), hiệu lý
21. Phạm Cẩn Trực, kiểm thảo
22. Nguyễn Ích Tốn,kiểm thảo
23. Đỗ Thuần Thứ, kiểm thảo (Đỗ Thuần Thông (杜純聰)? (tiến sĩ năm 1487))
24. Phạm Như Huệ, kiểm thảo
25. Lưu Dịch, kiểm thảo (tiến sĩ năm 1490)
26. Đàm Thận Huy, kiểm thảo (tiến sĩ năm 1490)
27. Phạm Đạo Phú, kiểm thảo (tiến sĩ năm 1490)
28. Chu Huân, kiểm thảo[3]

Nghi vấn: Có chỗ còn ghi khác như sau:
Năm 1494, vua Lê Thánh Tông lập ra Tao đàn, tập hợp 28 vì sao sáng trên bầu trời thơ văn Đại Việt lúc đó như: Lê Thánh Tông, Thân Nhân Trung, Đỗ Nhuận, Quách Đình Bảo, Quách Hữu Nghiêm, Lương Thế Vinh, Lê Hoằng Dục, Nguyễn Đình Mỹ,... cho ra đời nhiều tập thơ: Hồng Đức quốc âm thi tập, Quỳnh uyển cửu ca, Cổ tâm bách vịnh, Xuân văn thi tập,... thì ông là một thành viên tích cực của Tao đàn. Cần xác minh danh sách 28 vị từ Viện Sử học.